# Сломники
Сломнѝки (на полски: Słomniki) е град в Южна Полша, Малополско войводство, Краковски окръг. Административен център е на градско-селската Сломнишка община. Заема площ от 3,43 км2.

## Население
Според данни от полската Централна статистическа служба, към 1 януари 2014 г. населението на града възлиза на 4 423 души. Гъстотата е 1 290 души/км2.